# Notidobiella parallelipipeda
Notidobiella parallelipipeda is een schietmot uit de
familie Sericostomatidae. De soort komt voor in het Neotropisch gebied.